# Liliana Ibáñez
Liliana Ibáñez López, född 30 januari 1991, är en mexikansk simmare.
Ibáñez tävlade för Mexiko vid olympiska sommarspelen 2012 i London, där hon blev utslagen i försöksheatet på 100 och 200 meter frisim. Vid olympiska sommarspelen 2016 i Rio de Janeiro blev Ibáñez utslagen i försöksheatet på 50 meter frisim.